# Dîcikiv
Dîcikiv (în ucraineană Дичків) este localitatea de reședință a comunei Dîcikiv din raionul Ternopil, regiunea Ternopil, Ucraina.

## Demografie
Componența lingvistică a localității Dîcikiv
     Ucraineană (99,86%)
     Alte limbi (0,14%)
Conform recensământului din 2001, majoritatea populației localității Dîcikiv era vorbitoare de ucraineană (99,86%), existând în minoritate și vorbitori de alte limbi.